# Каминский, Александр Степанович
Алекса́ндр Степа́нович Ками́нский (10 декабря 1829 — 17 декабря 1897, Москва; также ошибочно Каме́нский) — русский архитектор, один из наиболее плодовитых мастеров поздней эклектики 1860-х — 1880-х годов. Автор первого здания Третьяковской галереи, Третьяковского проезда и десятков частных и общественных зданий в Москве, а также огромного собора Николо-Угрешского монастыря.

## Биография
С 1848 года обучался в Императорской Академии художеств по классу К. А. Тона; по заданию Тона участвовал в строительстве Храма Христа Спасителя, постройкой которого заведовал его старший брат, Иосиф Каминский. В 1857—1860 годах стажировался за границей; в Париже познакомился с П. М. Третьяковым, в ноябре 1862 году женился на его сестре Софье (1839—1902).
В течение всей жизни Каминский — семейный архитектор рода Третьяковых. Через Третьяковых к нему также пришли заказы Коншиных, Боткиных, Морозовых и других богатейших семейств Москвы. Каминский много строил в Подмосковье и в Иванове. Впоследствии, по заказу Тона он выполнил интерьеры Вознесенского собора в Ельце.
С 1867 года — старший архитектор Московского купеческого общества, по заказу которого перестроил, в частности, Биржу на Ильинке (выстроенную М. Д. Быковским), здание Купеческой Управы на Неглинной, 8, выполнил ряд других работ. Перестройка старых, ампирных домов в «современные» доходные дома надолго стала рутинной работой для Каминского. Строил он и городские усадьбы на манер прошлых эпох — усадьба Четверикова (Колпачный переулок, 7), усадьба Каратаевой — Морозова (Леонтьевский переулок, 10) и другие.
Из общественных построек Каминского наиболее известны больница и богадельня на улице Щипок и Александро-Мариинское училище на Большой Ордынке. В 1875 году спроектировал главный вход и лестницу здания Политехнического музея. В 1880—1882 годах вместе с архитектором А. Е. Вебером принял участие в проектировании и строительстве павильонов Всероссийской художественно-промышленной выставки на Ходынском поле. Руководил с 1886 года реконструкцией московского Храма Ризоположения на Донской улице.
В конце 1880-х годов помощником Каминского работал начинающий архитектор Ф. О. Шехтель. Другим его помощником более десяти лет был архитектор И. Т. Барютин, который вёл часть строительных заказов Каминского. Через школу фирмы Каминского также прошли такие будущие мастера, как И. Е. Бондаренко, И. П. Машков, М. К. Геппенер, С. С. Эйбушиц, Л. Ф. Даукша, К. В. Терский.

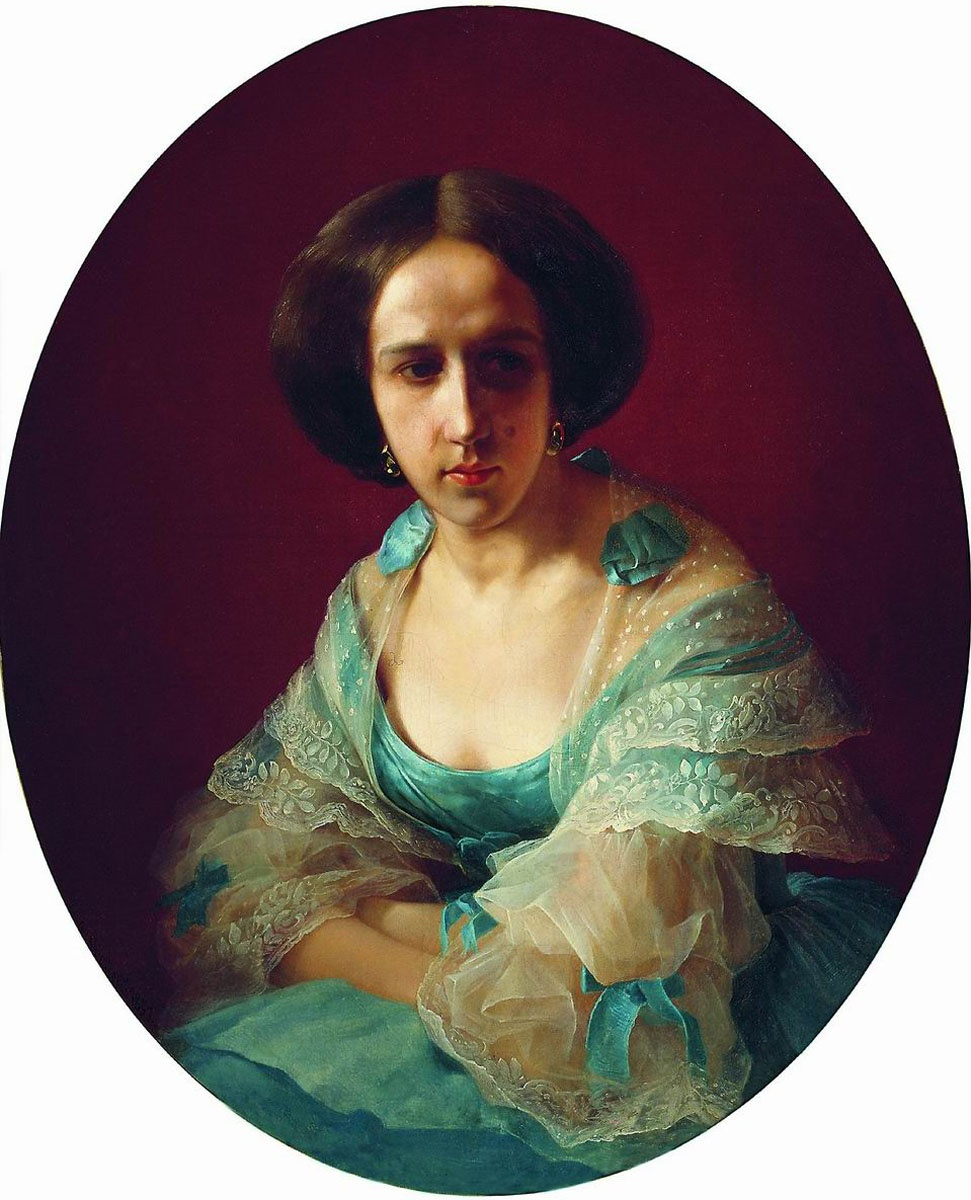
Софья Михайловна, жена

Стилистически, Каминский — безусловный, яркий представитель поздней эклектики. Он широко использовал и элементы русского зодчества, и готические мотивы, но так же, как и его учитель Тон, никогда не следовал единственному стилю — для каждого типа здания и каждого класса заказчиков у него находилось своё, не связанное стилевыми условностями решение. Общественные здания Каминского иногда приобретали подчёркнуто репрезентативные, избыточно помпезные формы, но даже крупнейшие из них кажутся миниатюрами на фоне доходных домов начала XX века, не говоря уже о современных постройках.
Карьера Каминского оборвалась в 1888 году, когда обрушился доходный дом Московского купеческого общества, возводимый его фирмой (Улица Кузнецкий Мост, 10/8 — Неглинная улица, 8/10). Каминский был признан виновным в нарушении строительных норм безопасности и приговорён к шести неделям ареста. Профессиональная агония продолжалась вплоть до его публичного увольнения с последней должности — архитектора Московского купеческого общества в 1893 году. В 1889—1892 годах Каминский — учредитель и главный редактор «Художественного сборника русских архитекторов» — тщетно пытался через популяризацию своих проектов восстановить репутацию. Архитектор, так и не сумевший вновь войти в строительную элиту, умер в 1897 году. Последней его воплощённой работой стал храм св. Серафима Саровского в Сарове, освящённый в 1903 году.

## Работы
- Богадельня Солодовниковых с церковью Михаила Архангела (Москва, ул. Щипок, 6/8, 1887)
- Реконструкция усадьбы Татищева (Петровский бульв., 8, 1869) для купцов Kaтyap
- Храм Тихвинской иконы Божией Матери Архивная копия от 14 апреля 2013 на Wayback Machine в усадьбе Нерастанное (1896) Чеховского района
- Дом А. И. Матвеевой (Москва, ул. Пречистенка, 14/1, 1875—1880)
- Особняк Лопатиной (Москва, Большая Никитская улица, 54, 1876)
- Собор Казанской иконы Божией Матери Казанского монастыря в Вышнем Волочке (1877—1882)
- Здание окружного суда[бел.] (Витебск, ул. Ленина, 32, 1882—1884)[4]
- Преображенская церковь (Иваново, ул. Колотилова, 44, 1889—1893)
- Доходный дом Московского купеческого общества (Кузнецкий мост 10/8, 1887-1889).

Сохранившиеся:

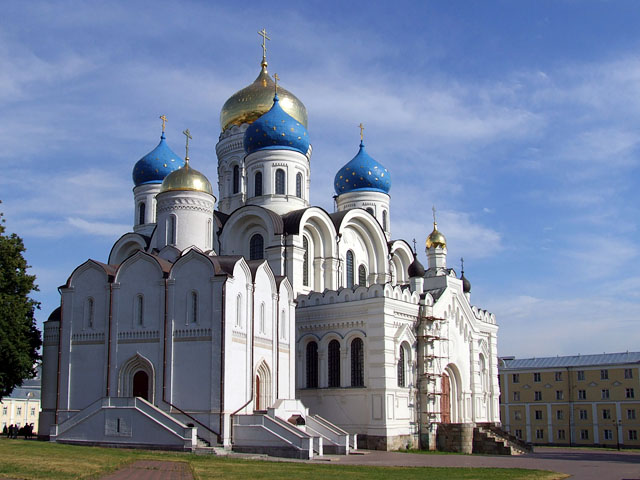
Спасо-Преображенский собор Николо-Угрешского монастыря
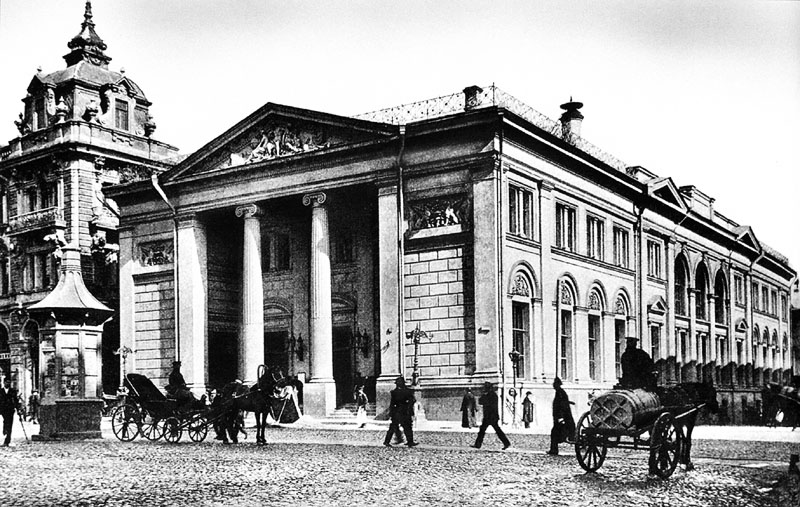
Московская биржа на Ильинке (надстроена в 1925)
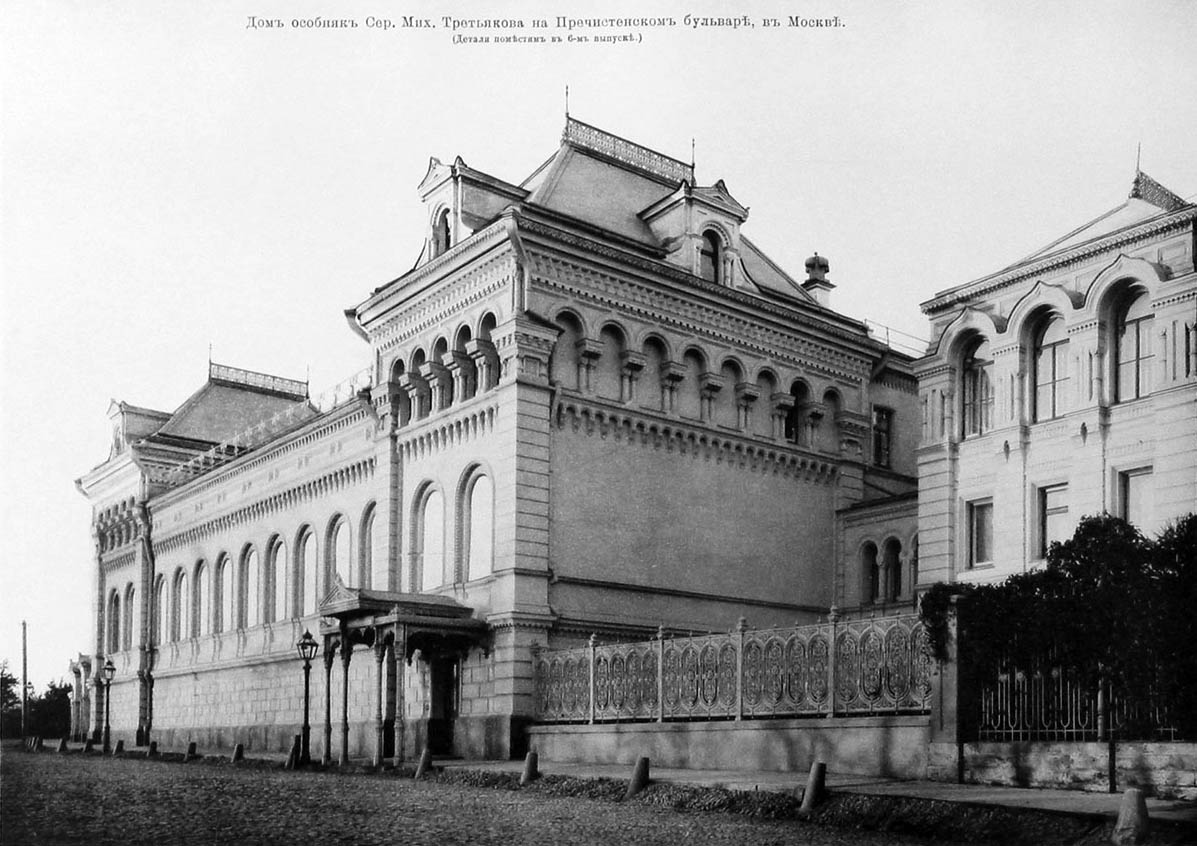
Дом С. М. Третьякова на Гоголевском бульваре
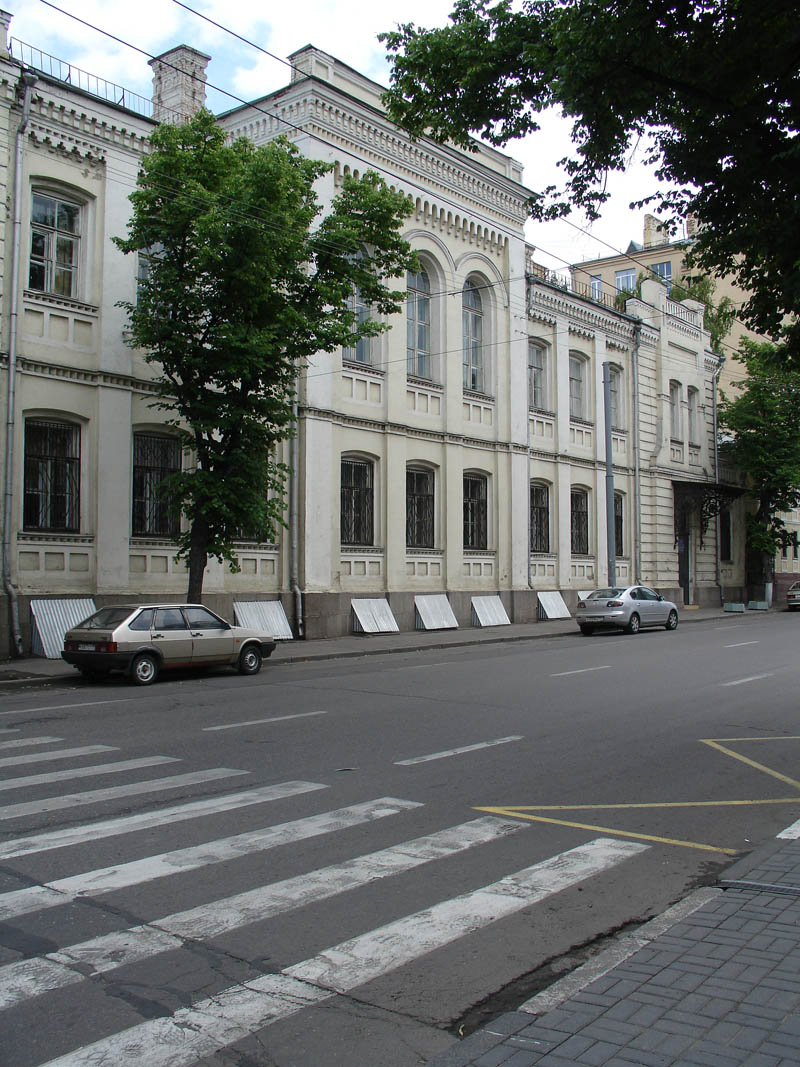
Александро-Мариинское училище на Большой Ордынке
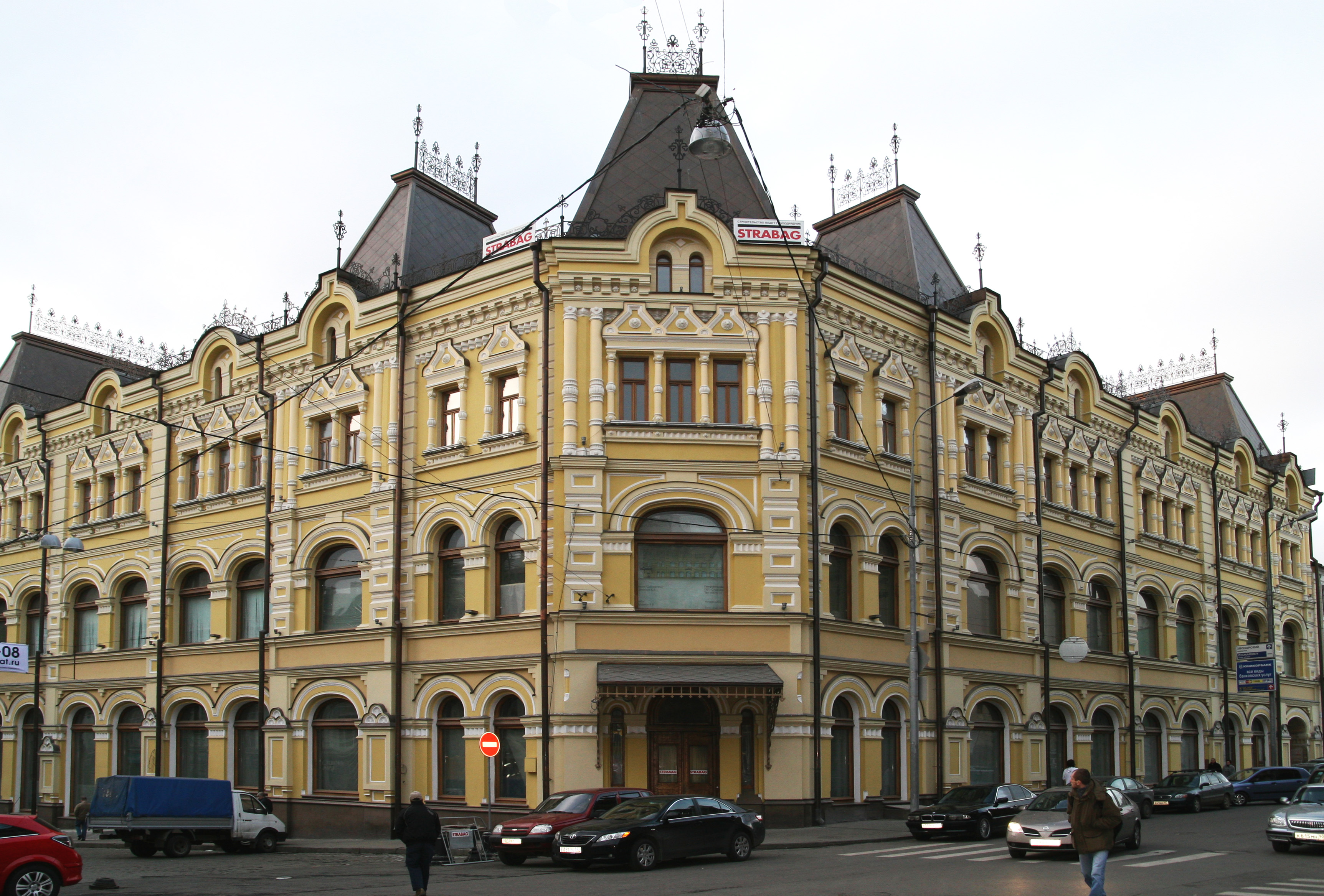
Доходный дом Третьяковых на Кузнецком Мосту
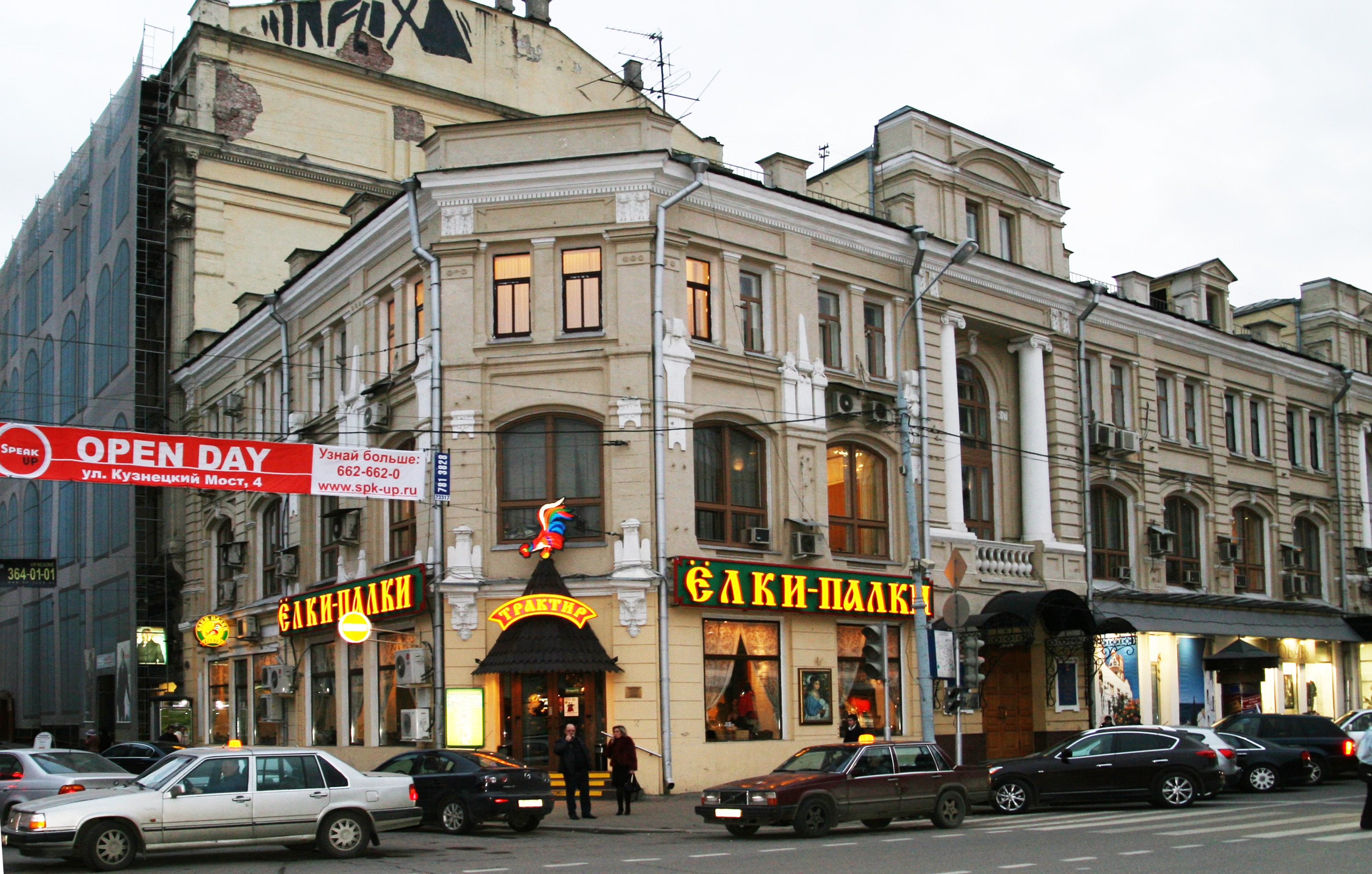
Доходный дом Московского купеческого общества на Кузнецком Мосту
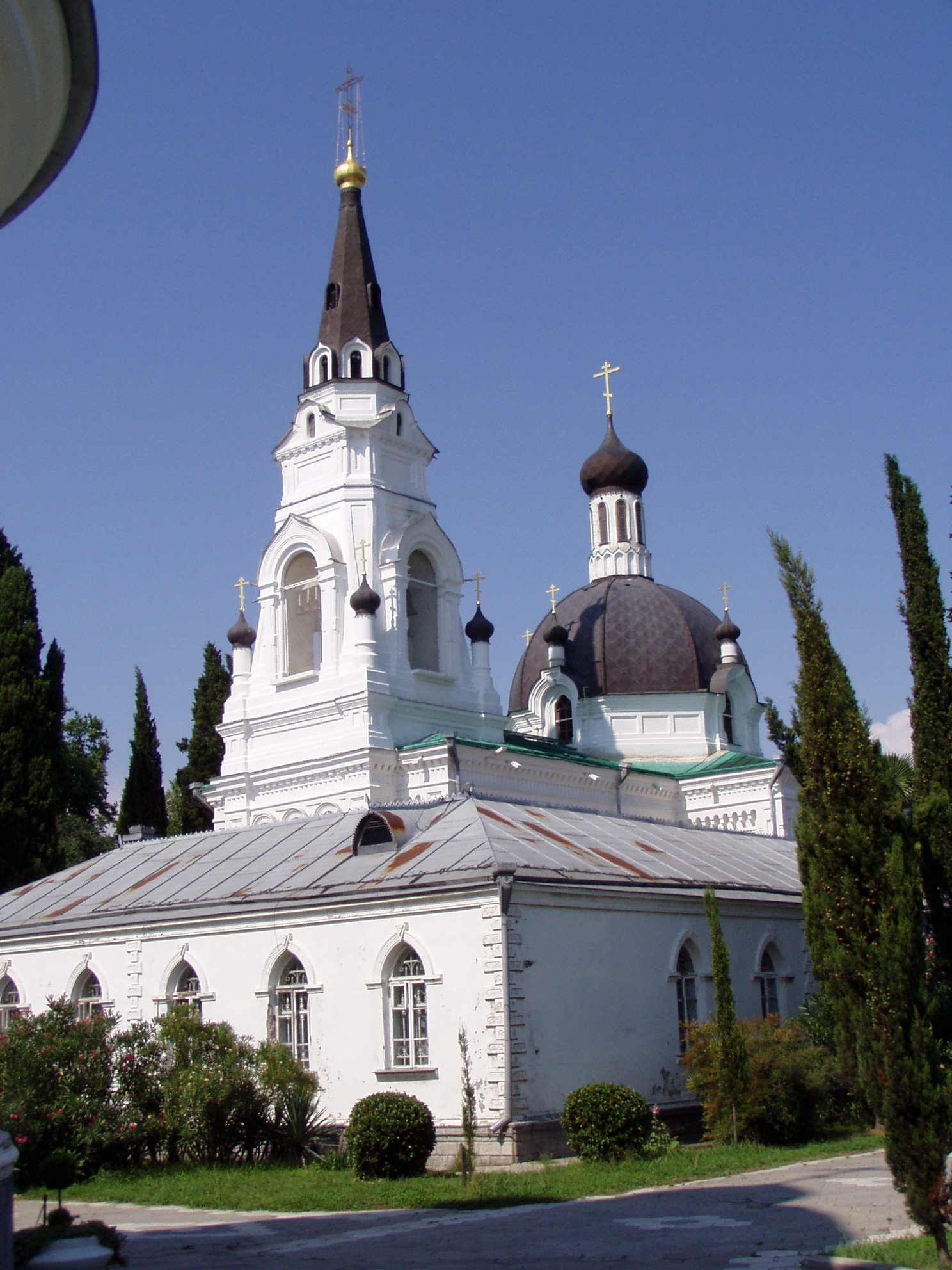
Собор Михаила Архангела в Сочи
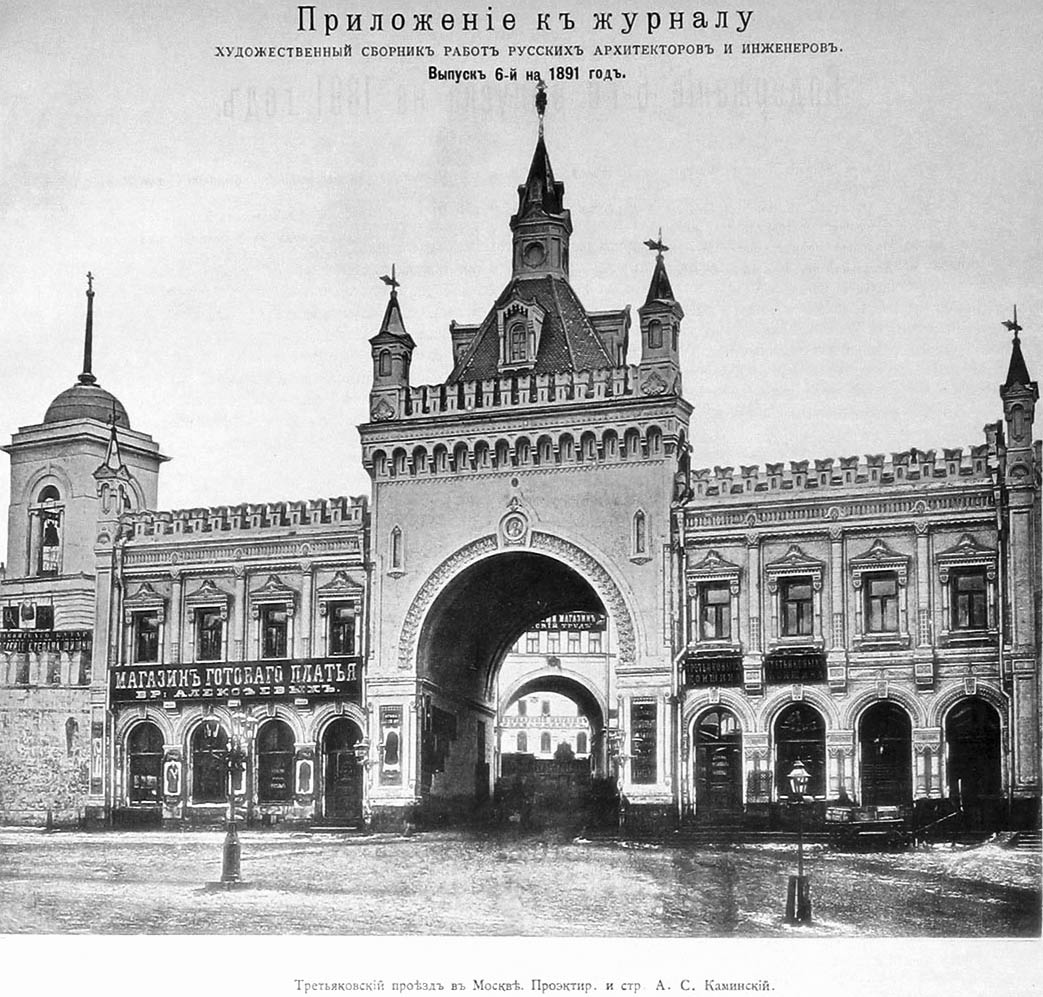
Третьяковский проезд, Москва
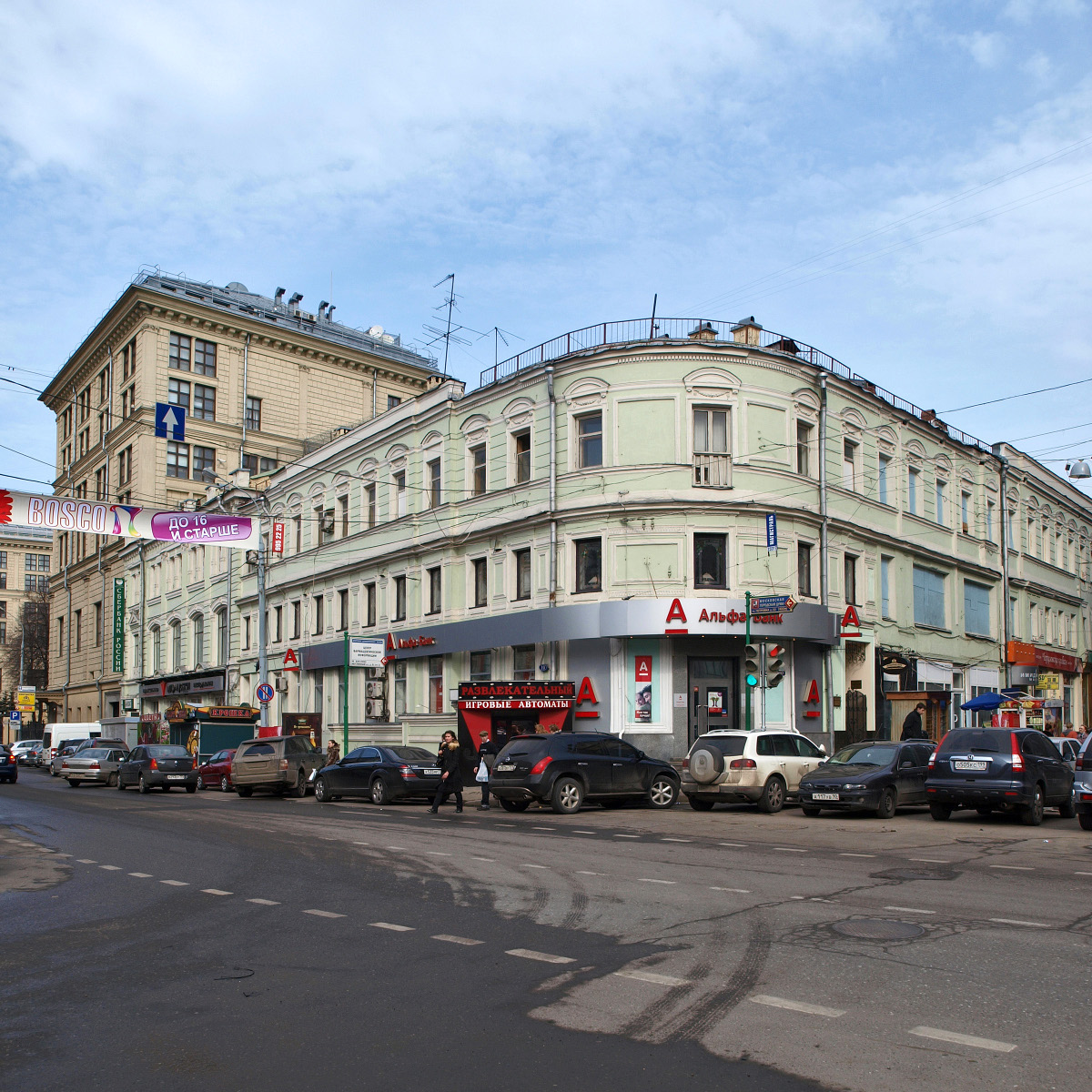
Доходный дом (бывшее здание гостиницы и ресторана «Яр»)
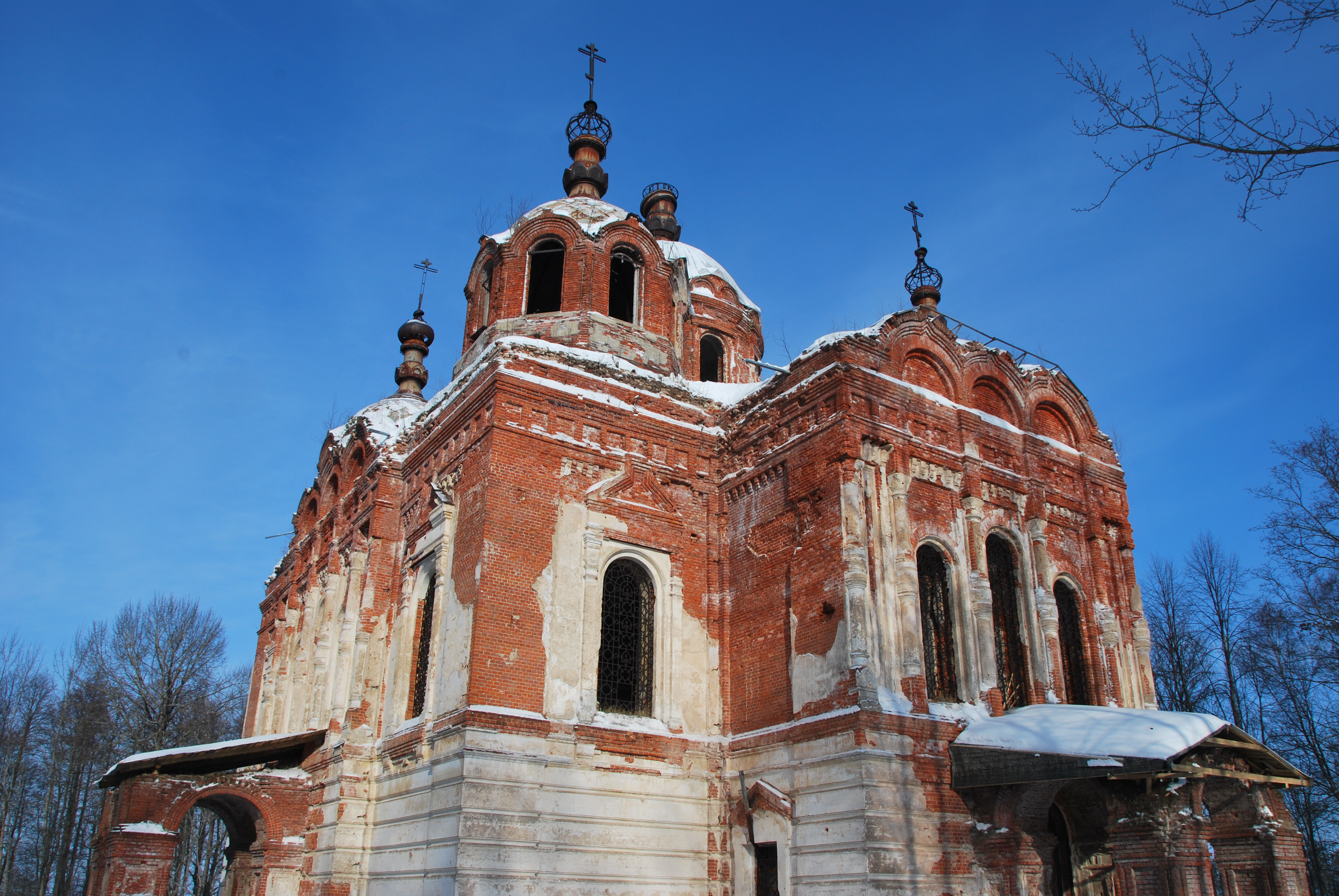
Успенский собор Рдейского монастыря
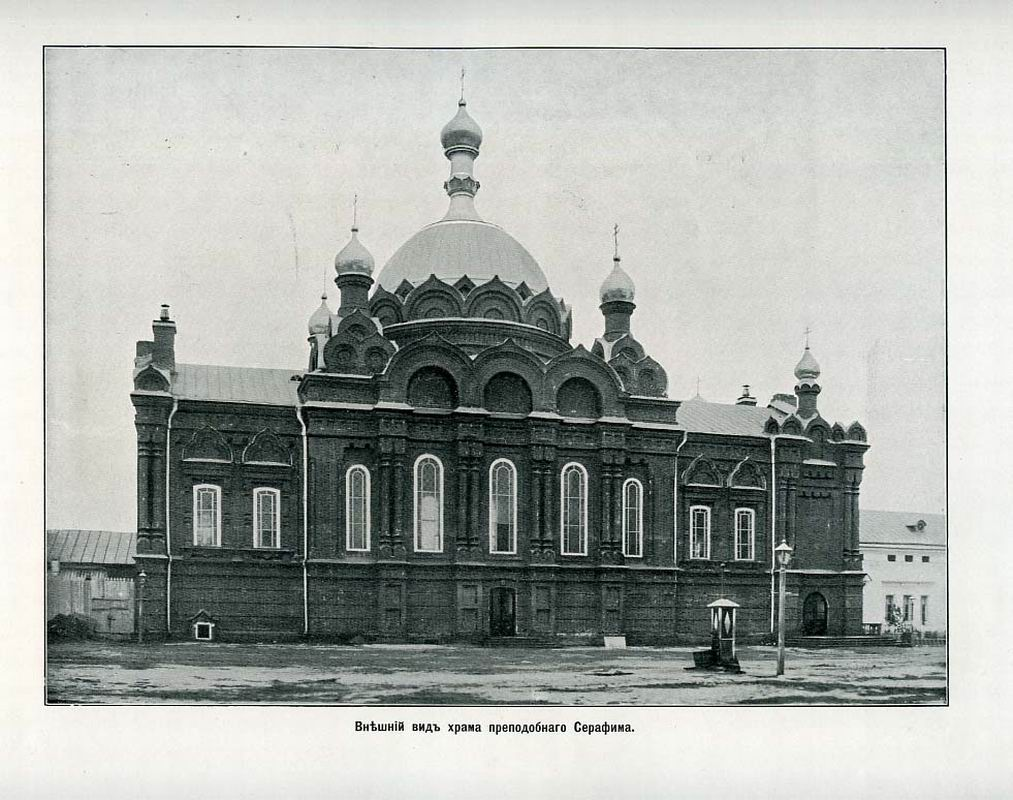
Церковь Серафима Саровского в Сарове (фото 1904 г.)
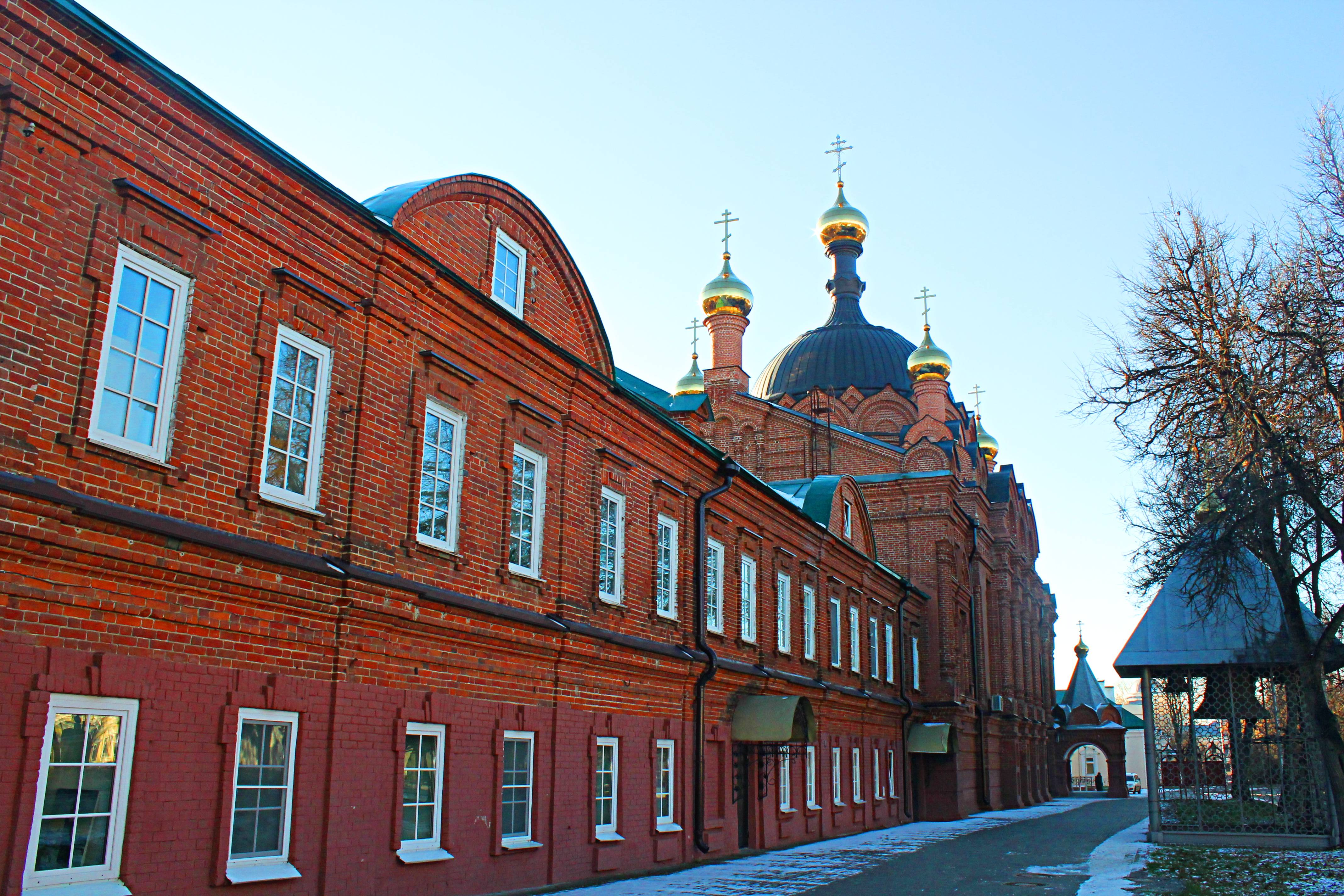
Церковь Серафима Саровского в Сарове (современный вид)
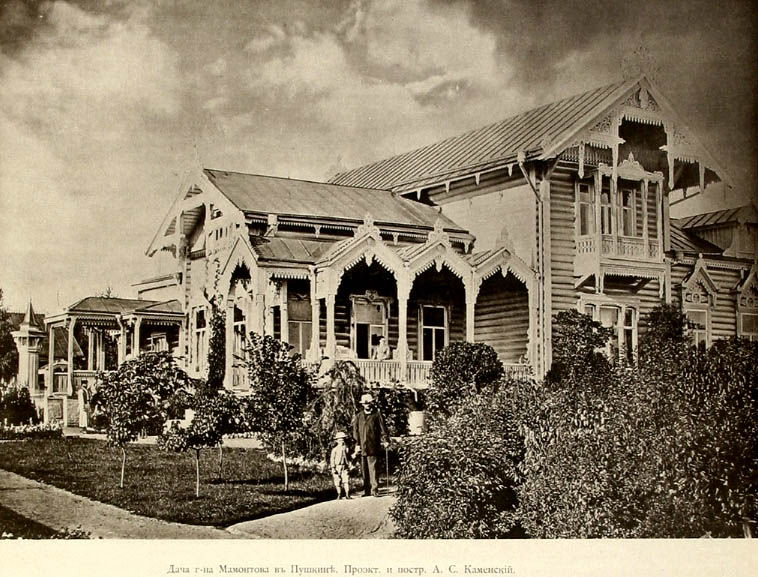
Дача А. И. Мамонтова в Мамонтовке.
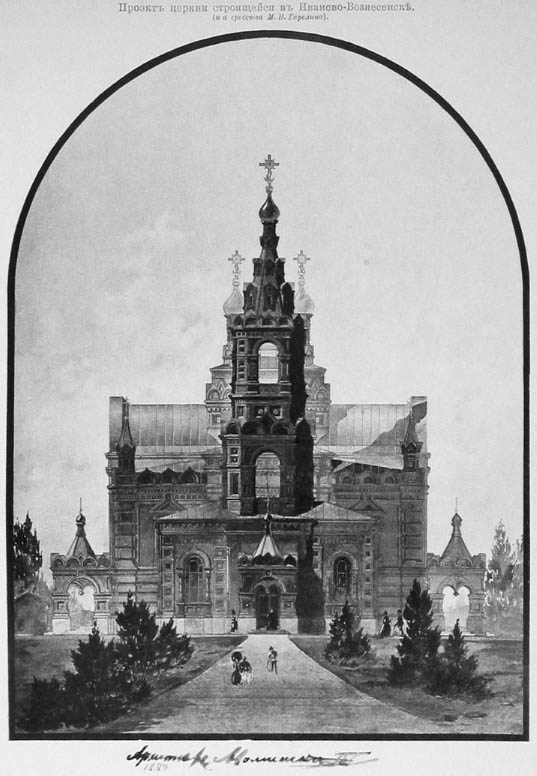
Преображенская церковь в Иваново.
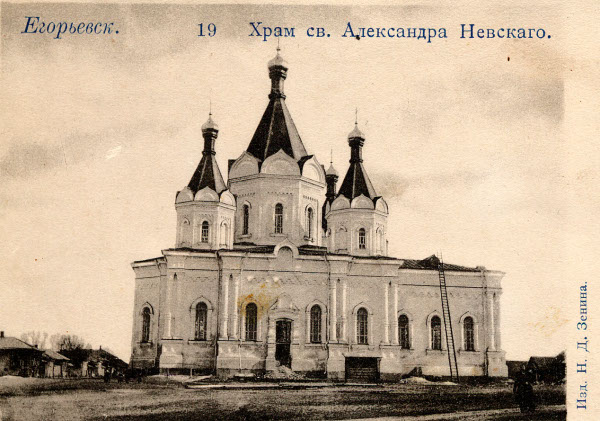
Собор Александра Невского в Егорьевске
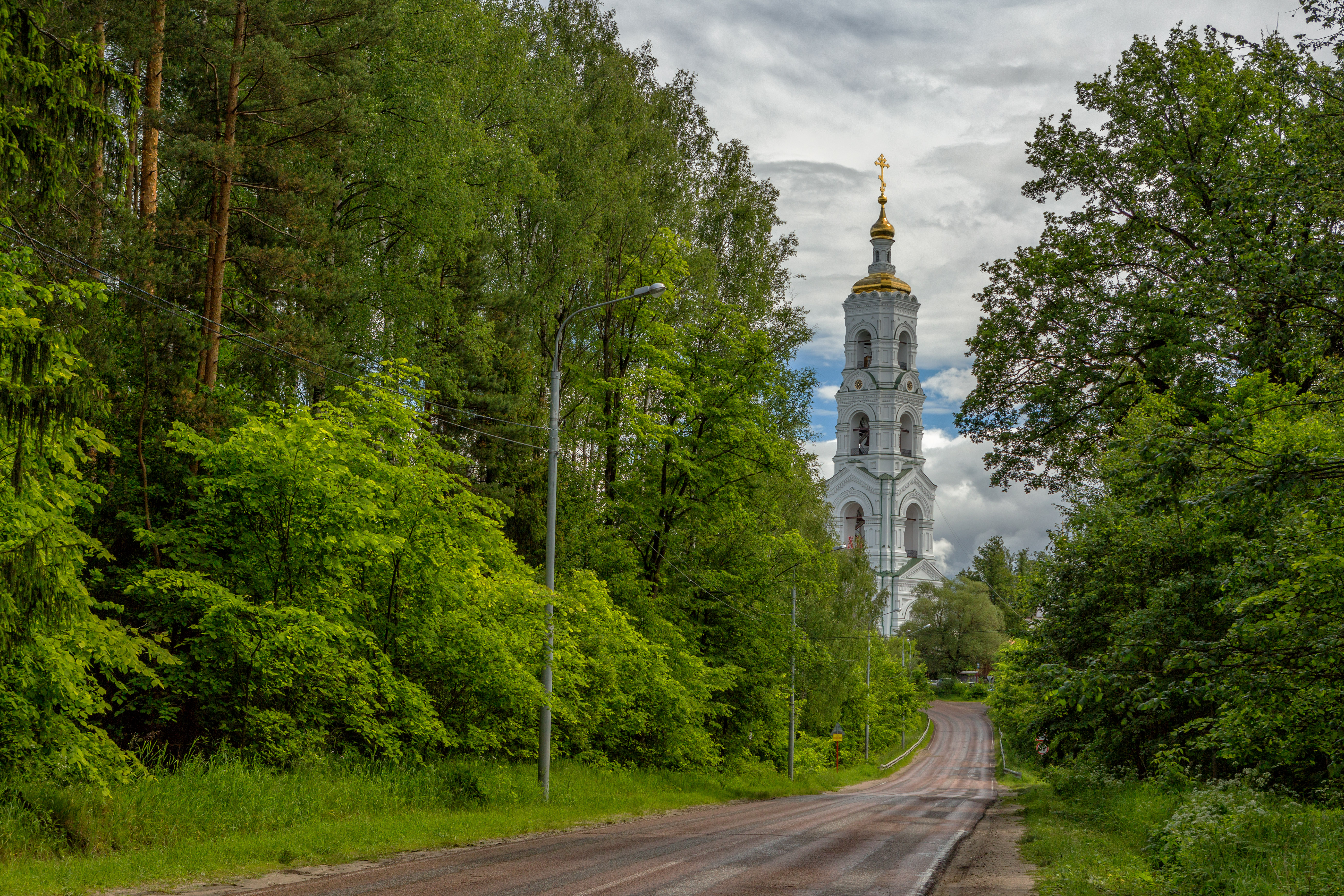
Колокольня Николо-Берлюковской пустыни
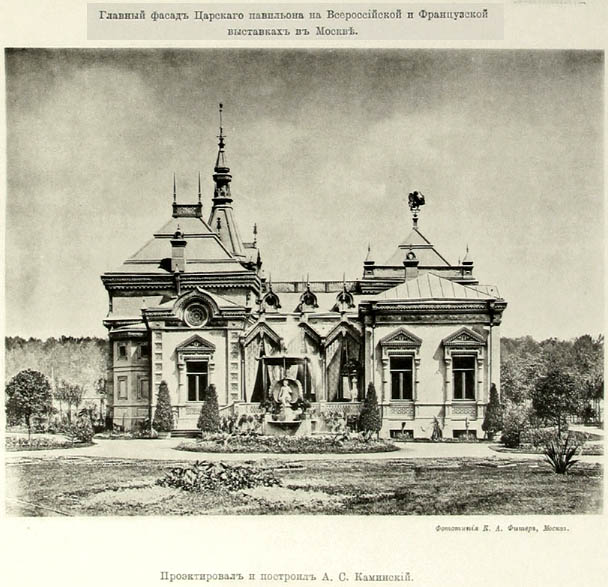
Царский павильон на Ходынском поле
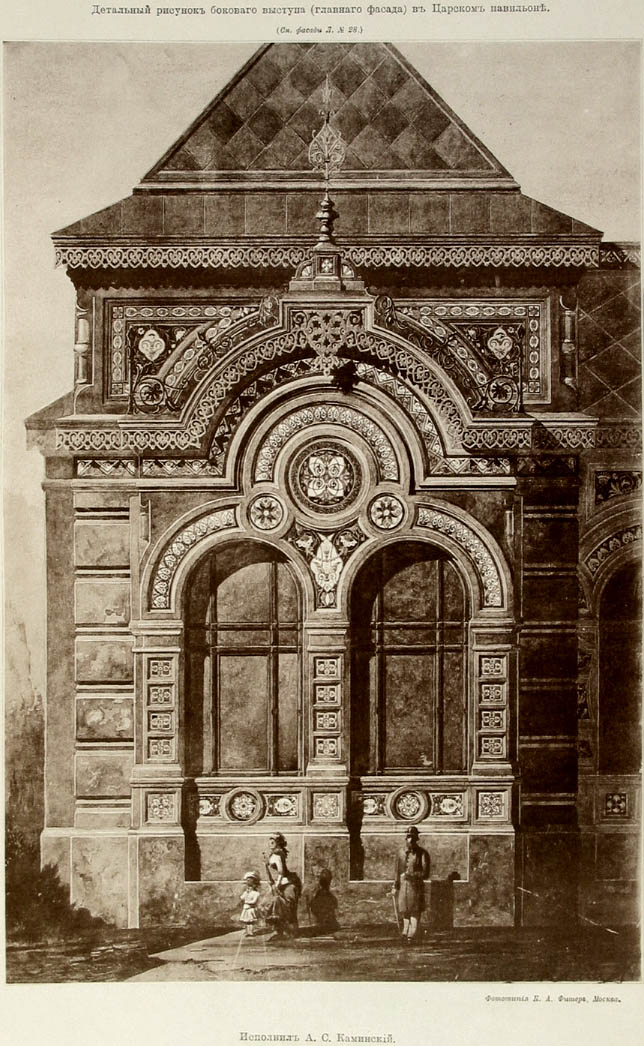
Царский павильон на Ходынском поле

Утраченные:

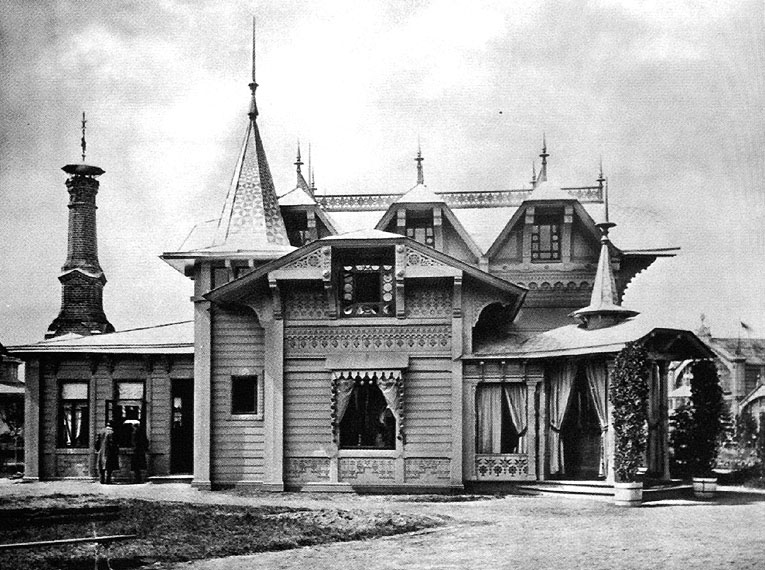
Павильон т-ва Абрикосовых (постройка И. Е. Бондаренко)
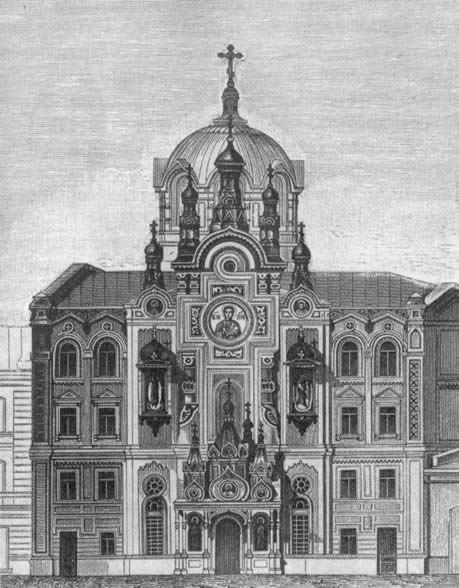
Часовня Пантелеймона Целителя у Владимирских ворот Китай-города в Москве.1883. Снесена в 1934 году

Интерьеры:

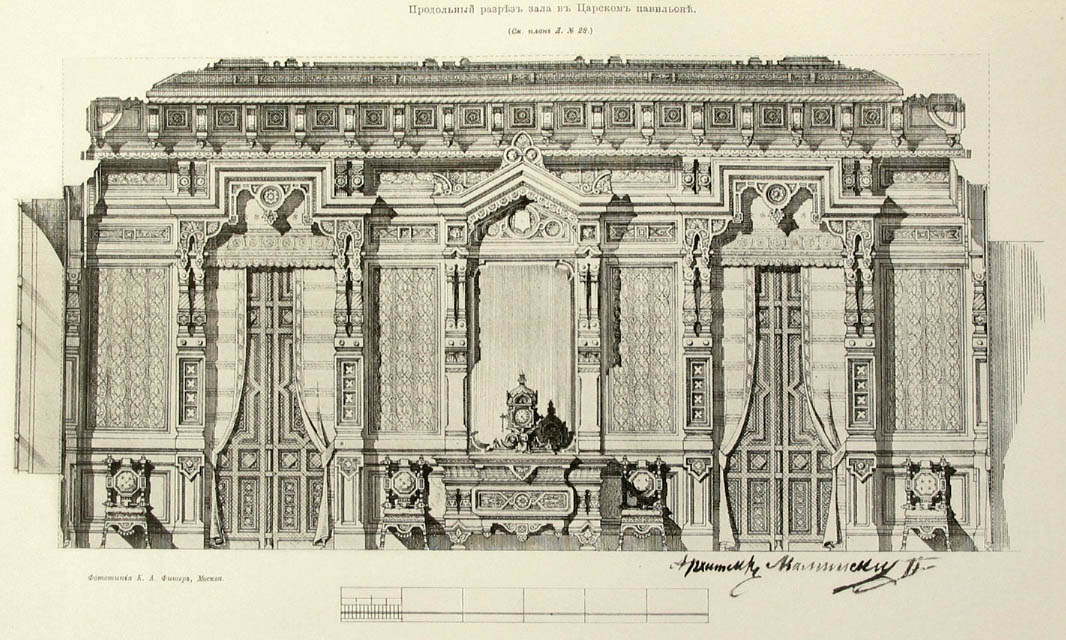
Интерьер царского павильона
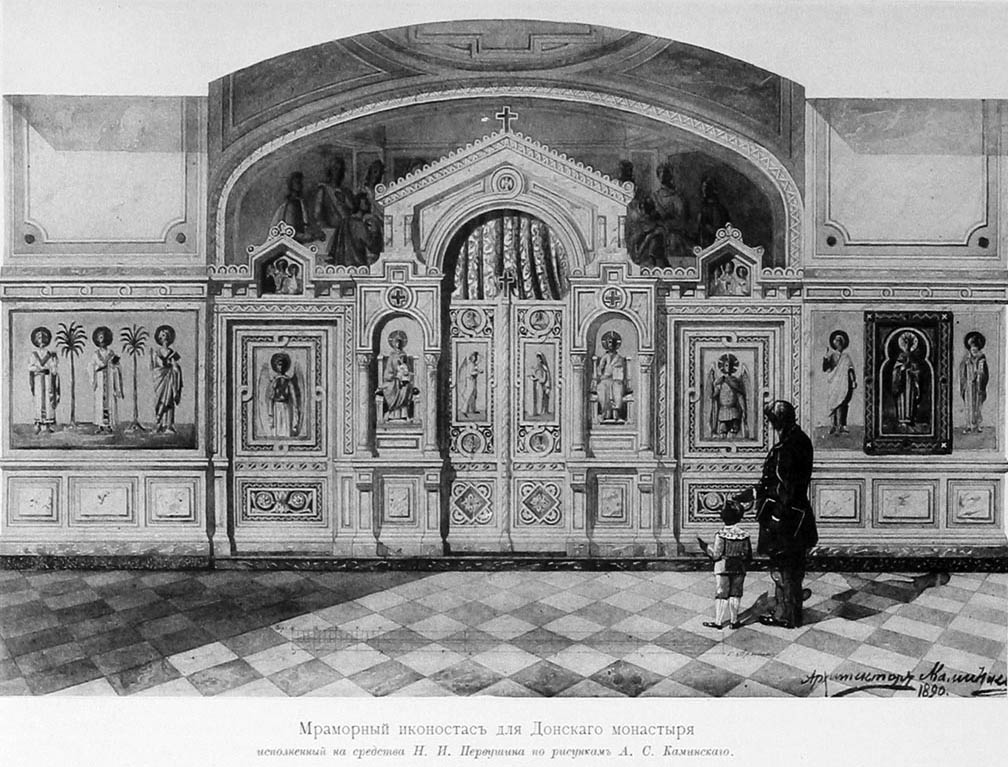
Иконостас, Донской монастырь
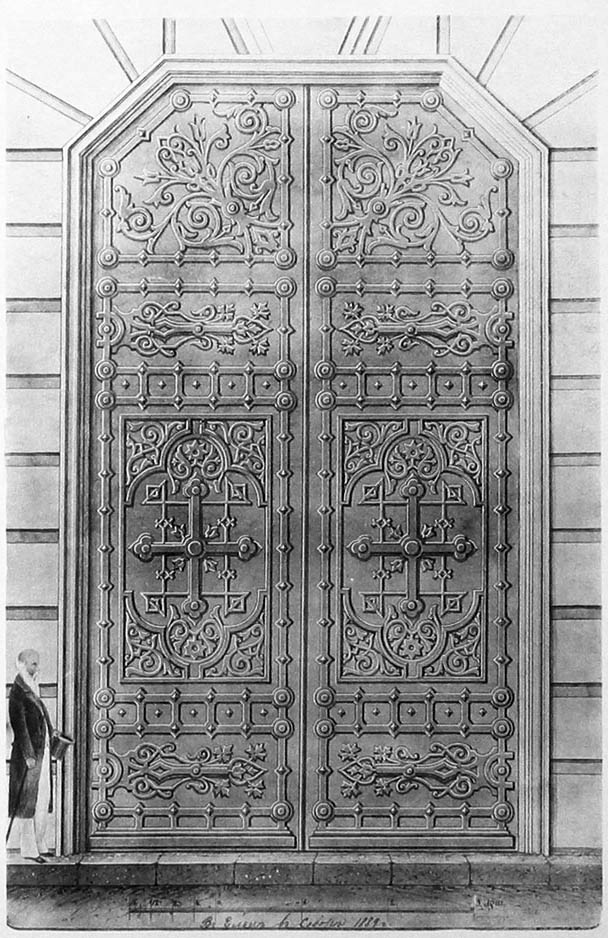
Врата Вознесенского собора в Ельце
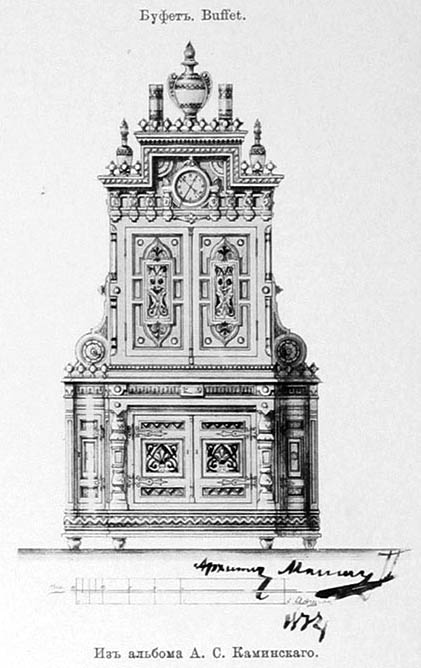
Образец мебели

### Художественные работы
- Дом Микеланджело в Риме — 1858 — Третьяковская галерея
- Фонтан в Витербо — 1859 — Третьяковская галерея